# Чирешу (Тимиш)
Чирешу (рум. Cireșu) насеље је у Румунији у округу Тимиш у општини Кричова. Oпштина се налази на надморској висини од 148 m.

## Историја
Током 19. века место "Череш" је било спахилук српске породице Стојановић. Господар Јосиф Стојановић "от Череш" се у Алибунару претплатио 1847. године на "Сербски летопис", који је издавала Матица српска из Пеште.

## Становништво
Према подацима из 2002. године у насељу је живело 368 становника.

### Попис2002.
| Расподела становништва по националности 2002.‍ | Расподела становништва по националности 2002.‍ | Расподела становништва по националности 2002.‍ | Расподела становништва по националности 2002.‍ | Расподела становништва по националности 2002.‍ |
| --------------------------------------------- | --------------------------------------------- | --------------------------------------------- | --------------------------------------------- | --------------------------------------------- |
|                                               |                                               |                                               |                                               |                                               |
| Румуни                                        | Румуни                                        |                                               | 298                                           | 81,2%                                         |
| Украјинци                                     | Украјинци                                     |                                               | 69                                            | 18,8%                                         |